# Trattato di Garanzia (1960)
Il Trattato di Garanzia è un trattato tra Cipro, Grecia, Turchia e Regno Unito promulgato nel 1960.

## Descrizione
L'articolo I vieta a Cipro di partecipare a qualsiasi unione politica o unione economica con qualsiasi altro stato. L'articolo II richiede alle altre parti di garantire l'indipendenza, l'integrità territoriale e la sicurezza di Cipro. L'articolo IV si riserva il diritto delle potenze garanti di intraprendere le azioni per ristabilire il corrente stato di cose a Cipro, una disposizione che è stata utilizzata come giustificazione per l'invasione turca del 1974. Il trattato ha consentito inoltre al Regno Unito di mantenere la sovranità su due basi militari.
L'articolo IV ha autorizzato le tre potenze garanti ad un'azione multilaterale reciproca o, come ultima risorsa se non sembrava possibile, un'azione concertata e limitata a ripristinare il suo status secondo il trattato, come Stato democratico, bicomunitario, unico, sovrano e indipendente:
In caso di violazione delle disposizioni del presente Trattato, la Grecia, la Turchia e il Regno Unito si impegnano a consultarsi in merito alle dichiarazioni o alle misure necessarie per garantire l'osservanza di tali disposizioni.
Qualora l'azione comune o concertata non risulti possibile, ciascuna delle tre Potenze garanti si riserva il diritto di agire al solo scopo di ristabilire lo stato di cose creato dal presente Trattato.»
(Artico IV)
Inizialmente, era in gioco uno stato indipendente bicomunitario a causa del colpo di stato del luglio 1974 e delle diverse enclavi turco-cipriote attaccate all'inizio del colpo di stato. Tali circostanze fecero sì che la Turchia rivendicasse il diritto all'azione unilaterale, come previsto dal trattato, prima invadendo e poi creando una testa di ponte e un corridoio tra Kyrenia e l'enclave di Nicosia.
Nella seconda campagna di invasione, le forze turche invasero e trattennero un terzo dell'isola, con la sua conseguente effettiva spartizione e secessione delle parti sotto il suo controllo militare. Pertanto, la seconda invasione è considerata dalla comunità internazionale come una violazione del trattato.
I turco ciprioti e la Turchia considerano legale la seconda invasione e l'effettiva spartizione, citando come il bicomunitarismo fosse già finito dal 1964 in poi. Sostengono che l'intervento turco non ha alterato lo stato di cose creato dai trattati del 1960, in quanto le comunità separate esistevano già prima dell'intervento, dopo che le disposizioni che garantivano l'uguaglianza delle due comunità erano già state violate dagli emendamenti greco-ciprioti.
Il trattato è stato concluso lo stesso anno in cui è stata finalizzata la Costituzione di Cipro e la sottoscrizione degli accordi di Zurigo e Londra e il Trattato di Alleanza tra Cipro, Grecia e Turchia.